# Фуксман Борис Леонідович
Бори́с Леоні́дович Фу́ксман (нім. Fuksmann Borys Leonidovych; нар.12 лютого 1947, Київ, УРСР) — німецький медіамагнат, інвестор та кінопродюсер. Активний член багатьох єврейських громад у світі, зокрема є почесним президентом Єврейської Конфедерації України.
Разом зі своїм двоюрідним братом Олександром Роднянським є співзасновником та співвласником мережі кінотеатрів «Сінема-Сіті» та Київського готелю «Hilton Kyiv». Разом з Роднянским, був співзасновником та колишнім власником телеканалу 1+1. Разом із Зиновієм Куликом, був співзасновником нині недіючого друкованого та інтернет-журналу ПіК України. Співзасновник та співвласник продакшн студії «Українська медійна група».

## Біографія
Народився 12 лютого 1947 року в Києві в єврейській родині. За іншими даними оприлюдненими СБУ у 2001 році — народився в латвійському місті Рига.
- 1966—1970 рік — навчався та закінчив Київський торгово-економічний інститут.
- 1970—1974 працював на Київській кіностудії документальних фільмів, як асистент оператора.
- 1974 — донині — родина Фуксманів переїздить до Німеччини, де вони й досі проживають.
- 1979 — заснував артгалерею в Дюсельдорфі.
- 1990 рік — Фуксман приїздить в України та разом з двоюрідним братом Олександром Роднянським засновує продакшн-компанію Innova Film.
- 1995 рік — разом з двоюрідним братом Олександром Роднянським засновує телеканал 1+1,[6] У 2005—2008 роках Фуксман та Роднянський поступово продають свої частки в телеканалі 1+1 угорській компанії CME. У 2008 CME довела частку свого володіння каналом до 100 %, загалом викупивши акцій у Фуксмана та Роднянського на 200 мільйонів доларів.[7][8] Протягом 2009 — 2010 років СМЕ продала телеканал своєму міноритарному акціонеру україно-ізраїльському бізнесмену Ігору Коломойському. Остаточно угода з продажу завершилася у квітні 2010 року.[9]

- 2007 рік — разом з двоюрідним братом Олександром Роднянським, та російсько-німецьким бізнесменом Махаелем Фліхтом, заснував українську мережу кінотеатрів Сінема Сіті.[10]

- 2012 рік — наприкінці 2012 року закінчилося будівництво готелю Hilton Kyiv у Києві, будівництво якого, разом з двоюрідним братом Олександром Роднянським, проспонсорував Фуксман. Фуксман та Роднянський кожен володіють по 25 % готелю.[7]

- 2019 рік — у квітні 2019 року повідомив, що призупинив інвестиційні проекти в будівництві на території України й зосередився на інвестування в нерухомість Німеччини.[11]

## Родина
- Має трьох дочок зі своєї дружиною Лілією: Олену[~ 2], Наталію та Мішель.[12]
- Має доньку від своєї коханки,[12] покійної депутатки Партії регіонів Ірини Бережної: Даніеллу.[12] Бережна народила Даніеллу 2009 року. Після смерті Бережної, Фуксман та дружина Лілія удочерили Даніеллу.[12]
- Має двоюрідного брата Олександра Роднянського.

## Зауваги
1. ↑  За іншими даними — народився в латвійському місті Рига.
2. ↑  дочка Лілії, яку вона мала до початку відносин з Фуксманом